# Itame ferruginaria
Itame ferruginaria är en fjärilsart som beskrevs av Alpheus Spring Packard 1873. Itame ferruginaria ingår i släktet Itame och familjen mätare. Inga underarter finns listade i Catalogue of Life.